# Thomas Taylour (comte de Bective)
Thomas Taylour, comte de Bective (11 février 1844 - 15 décembre 1893), appelé Lord Kenlis jusqu'en 1870, est un homme politique conservateur anglo-irlandais.

## Biographie
Il est le fils de Thomas Taylour (3e marquis de Headfort), et de sa première épouse Amelia Thompson. Il fait ses études au Collège d'Eton et Christ Church, Oxford. Il est élu au Parlement pour Westmorland en 1871 (succédant à son père), siège qu'il occupe jusqu'en 1885, date à laquelle la circonscription est abolie, puis représente Kendal jusqu'en 1892. En 1884, il écrit au Women's Suffrage Journal de Manchester pour soutenir le principe du suffrage féminin, déclarant: "Je pense que (avec certaines limitations) les femmes devraient être propriétaires de la franchise. En fait, je pense que de nombreuses femmes, en particulier les propriétaires fonciers et ceux qui possèdent une certaine quantité de biens, y ont beaucoup plus droit que de nombreux hommes qui sont censés affranchir par le présent projet de loi [adopté en tant que loi sur la représentation du peuple 1884 ]. " 
Lord Bective épouse Lady Alice Maria, fille d'Arthur Hill (4e marquis de Downshire), en 1867. Ils ont deux filles: 
- Lady Olivia Caroline Amelia Taylour (22 janvier 1869-26 novembre 1939), épouse Lord Henry Cavendish Cavendish-Bentinck, demi-frère de William Cavendish-Bentinck (6e duc de Portland), sans descendance
- Lady Evelyn Alice Estelle Taylour (10 février 1873-16 septembre 1875)

Il est haut shérif de Westmorland en 1868. Il est décédé en décembre 1893, à l'âge de 49 ans, sept mois avant son père. Son demi-frère Geoffrey Taylour (4e marquis de Headfort) devient marquis. La comtesse de Bective est décédée en 1928.
Il est franc-maçon et sert à partir de 1886 en tant que Grand Souverain (chef de l'Ordre) de l'Ordre maçonnique et militaire de la Croix-Rouge de Constantin et des Ordres annexes du Saint-Sépulcre et de Saint-Jean l'Evangéliste, qui est un ordre maçonnique ouvert uniquement aux chrétiens trinitaires. Son frère Geoffrey, qui devient marquis, est également franc-maçon .